# Межцерковная конвенция святости
Межцерковная конвенция святости (англ. Interchurch Holiness Convention, IHC), ранее Межконфессиональная конвенция святости (англ. Interdenominational Holiness Convention), — это экуменическая межрелигиозная организация конфессий и общин в рамках консервативного движения святости.

## Концепция
Конвенция основана в 1952 году для укрепления связи между христианскими организациями движения святости. Конвенция предполагает дружеское объединение организаций и религиозных служений по всему миру, занимающихся распространению библейской святости.  Ежегодное международное собрание Конвенции обычно проводится в США в Дейтоне, Огайо или в Гатлинбурге, Теннесси. В течение года Конвенция проводит региональные встречи в поместных церквях в разных частях мира.

## Доктрина
В соответствии со своим установлением Конвенция занимается «распространением библейской святости». Концепция святости Конвенции Подразумевает, что склонность ко злу наследуется людьми, избавление от греха может быть реализовано в жизни человека действием Святого Духа. Доктрина Конвенции предполагает, что жизнь без умышленного греха возможна и необходима для того, чтобы все верующие поддерживали свои отношения с Богом.

## Структура
Большинство членов Конвенции являются методистами. Не все подобные организации входят в Конвенцию. Другие имеют квакерское, анабаптистское или реставраторское происхождение.  Генеральным секретарем Конвенции является Джеймс Планк (James Plank). В Конвенцию входят следующие организации:
- Allegheny Wesleyan Methodist Connection
- Bible Holiness Church
- Bible Methodist Connection of Churches
- Bible Missionary Church
- Central Yearly Meeting of Friends
- Church of God (Holiness)
- Evangelical Methodist Church Conference
- God's Missionary Church
- Pilgrim Holiness Church
- Wesleyan Holiness Church
- Wesleyan Nazarene Church
- Отдельные общины и округа Свободной методистской церкви, Глобальной методистской церкви, Церкви Назарянина, Армии спасения.

## Внешние ссылки
- Межцерковная конвенция святости (IHC)